# Disablot

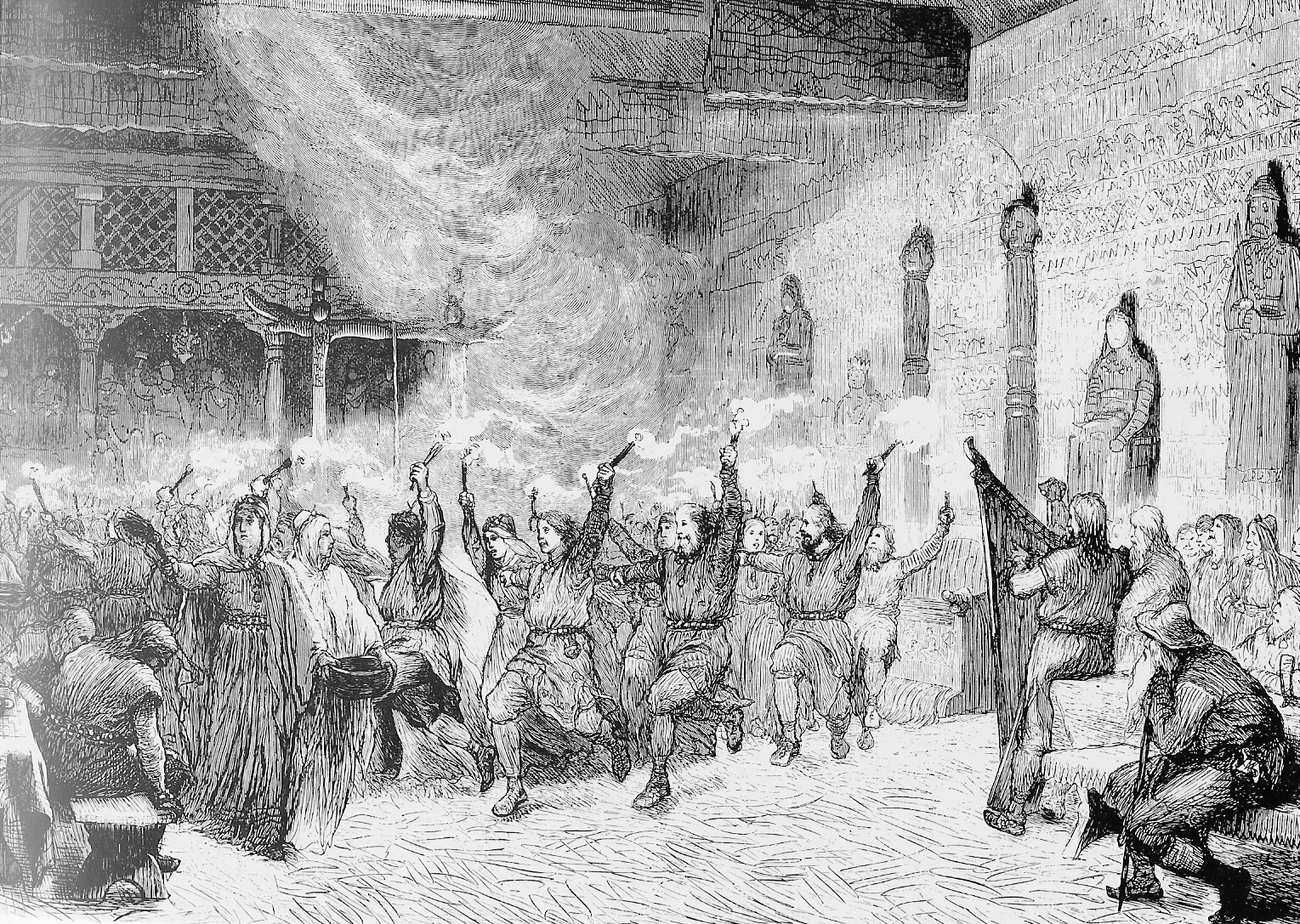
Illustrationen "Disarblot" av August Malmström visar 1800-talets föreställning av ett forntida blot.

Disablot var som namnet säger ett blot, en offerhögtid, till disernas, kvinnliga gudomars, ära. Disablot firades i det förkristna Norden under vintern för att försäkra en god skörd under det kommande året. 
Disablot firades i slutet av februari eller i början av mars. Därvid anordnades även en marknad. Anledningen till att hålla ett blot, marknad och ting samtidigt var att det samlades människor till båda, vilket hjälpte både kommers och samspel inom samhället.

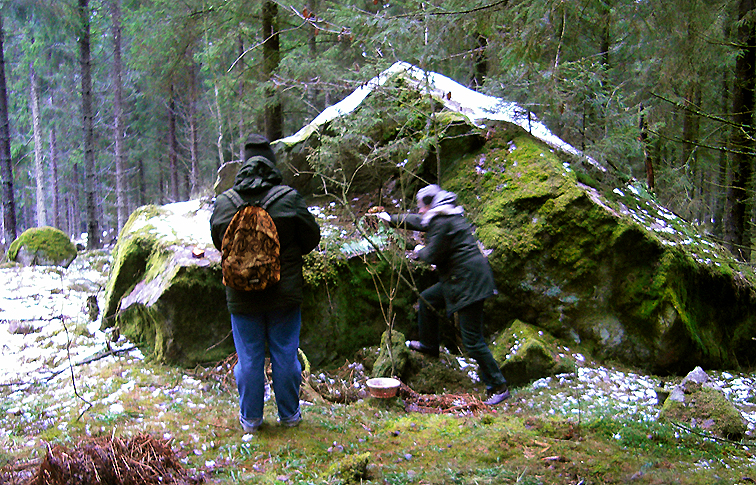
Nutida disablot i Sverige av sedvandrare.

Härav kommer Distingsmarknaden på Vaksala torg i Uppsala som hålls i början av februari varje år.
Beskrivningar av disablotet återfinns i flera isländska sagor: Egil Skallagrimssons saga, Hervarar saga och Heimskringla.